# Limhamns museum

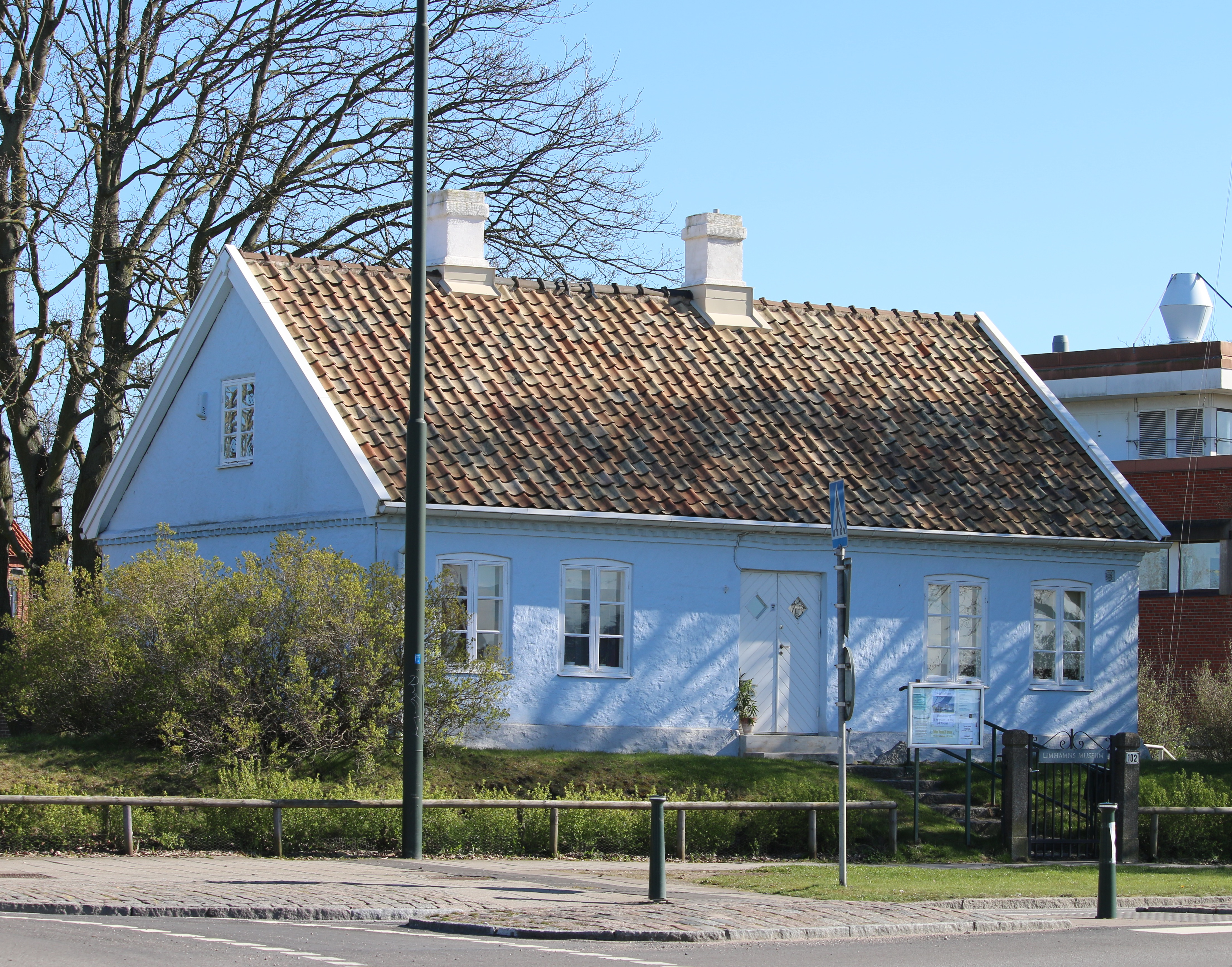
Soldattorpet - Limhamns museum

Limhamns museum, Soldattorpet, är ett svenskt hembygdsmuseum vid Limhamnsvägen 102 i Limhamn i Malmö kommun. Det ligger i en torpstuga som byggdes i början av 1800-talet och beboddes av indelta soldater under seklets senare del.
Museet sköts av Limhamns Museiförening, bildad 1956. Föreningen fick av Malmö Stad överta omhändertagandet av Soldattorpet 1959.
Museet har en omfattande bildsamling.
Sedan 1959 ger museiföreningen ut årsskriften Limhamniana.